# Cerceis bicarinata
Cerceis bicarinata är en kräftdjursart som beskrevs av Barnard 1936. Cerceis bicarinata ingår i släktet Cerceis och familjen klotkräftor. Inga underarter finns listade i Catalogue of Life.